# Schloss Neuses am Sand

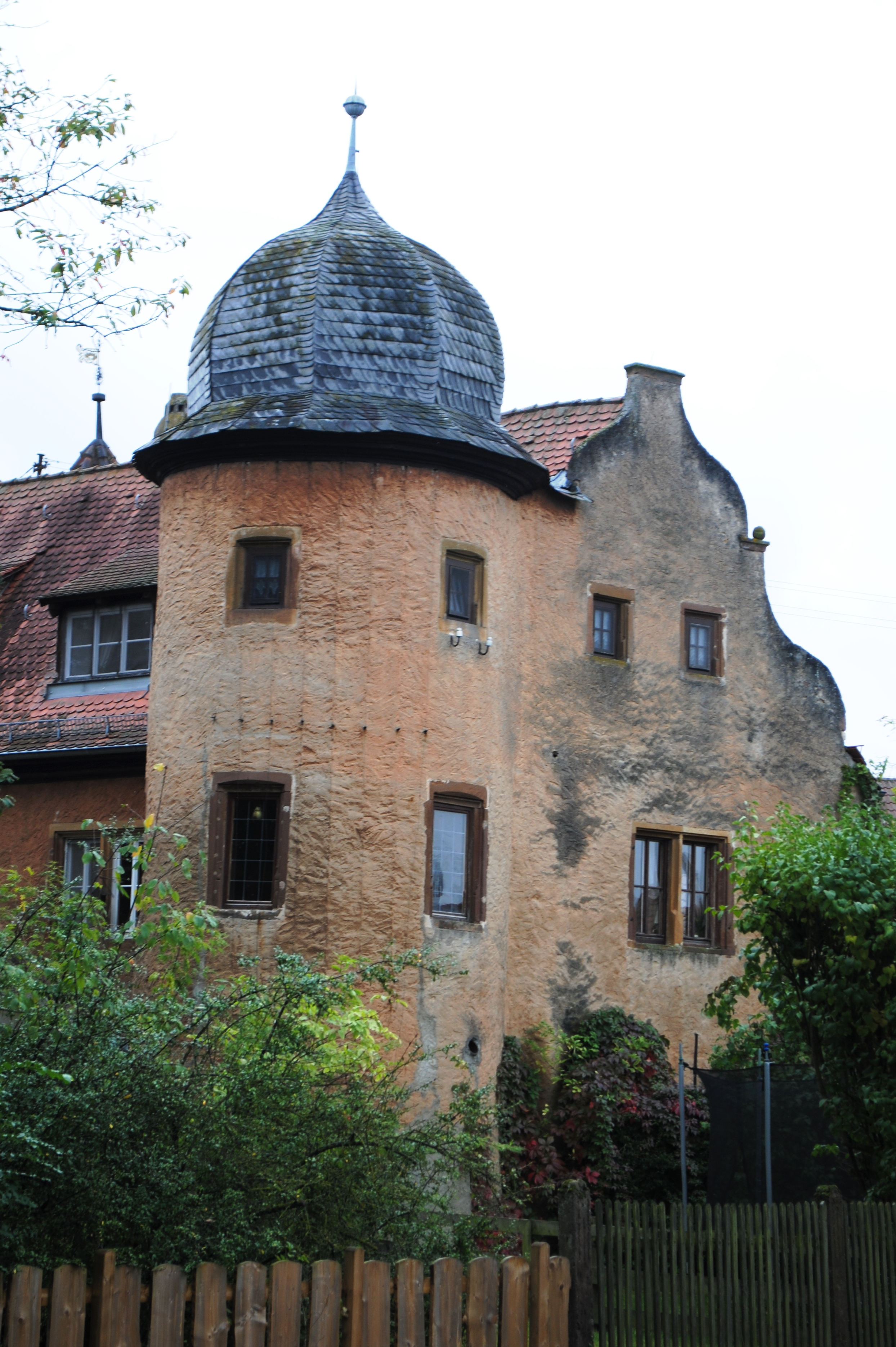
Schloss Neuses

Das Schloss Neuses am Sand ist ein ehemaliges Wasserschloss in Neuses am Sand, einem Ortsteil von Prichsenstadt im Landkreis Kitzingen (Unterfranken in Bayern). Seit 1998 dient es unter dem Namen Wörners Schloss als Wellness-Hotel und Restaurant mit angegliedertem Weingut. Von der einstigen Vierturmanlage sind noch zwei Außentürme und der Treppenturm im Innenhof erhalten.

## Geschichte

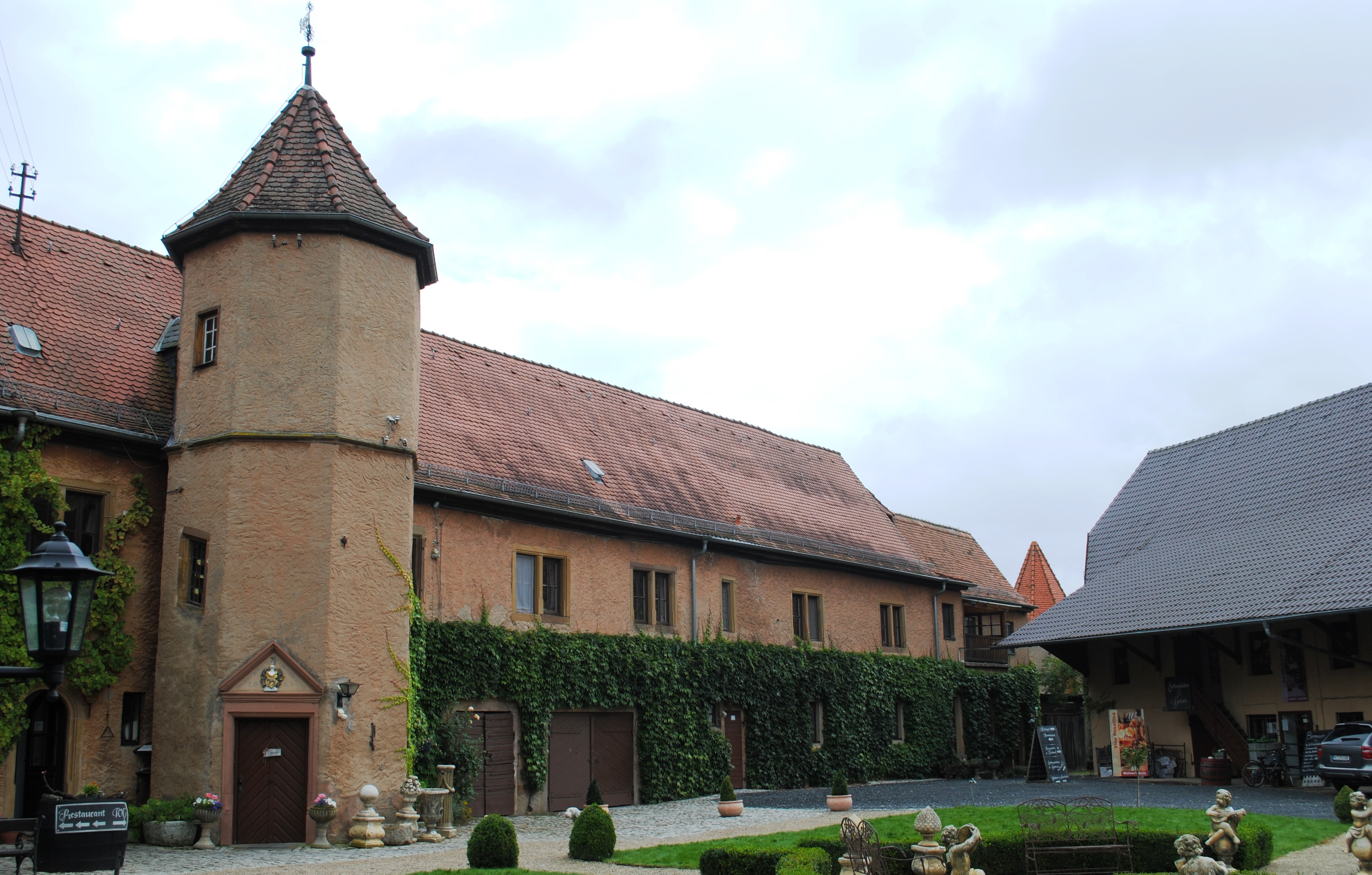
Innenhof mit Treppenturm

Das Schloss war 1498 in Besitz des Hans Fuchs von Bimbach und des Hermann von Seinsheim. Später ging es ganz auf die Familie Fuchs über, deren 2005 restauriertes Wappen am Eingang zu sehen ist. Im Jahr 1643 kam das Rittergut als Mitgift der Amalie Magdalena Fuchs von Bimbach an Hans Wolf von Wolfsthal. Ihr Sohn Philipp Gaston Graf Wolf von Wolfsthal, der Schloss Zeilitzheim erbaute, erbte es. Von Philipp von Wolfsthal stammt die Wetterfahne, die die Turmspitze im Innenhof des Schlosses schmückt; sie ist mit der Jahreszahl 1682 und dem Namenszug Philipps versehen. Auf ihr erscheint der Wolf im Wappen derer von Wolfsthal.
Da Phillip von Wolfsthal keinen Erben hinterließ, starb mit ihm das Geschlecht 1717 aus. Der Grundbesitz ging aufgrund eines Erbvertrags an die Grafen von Schönborn-Wiesentheid, zu deren Grafschaft auch Neuses am Sand gehörte. Bis heute ziert das Wappen derer von Wolfsthal das Portal des Treppenturmes.
1900 wurde das Schloss samt landwirtschaftlicher Flächen an die Familie Breitwieser verpachtet. Drei der Töchter wurden verheiratet mit Karl Rasp (Pächter des Schlosses Bimbach und Mitkäufer von Schloss Neuses (60 %)), Jakob Funk (Sohn Friedrich Funk kaufte im Jahre 1936 Schloss Neuses zu 40 %) und Jakob Wörner (Pächter von Lisberg). Heinrich Wörner, ein Sohn Jakob Wörners, kaufte 1949 erst die Raspschen Eigentumsanteile und kurz darauf auch die 40 % seines Vetters Friedrich Funk, mit dem er bis dahin den Hof zusammen bewirtschaftete.
Im Jahre 1969 übernahm Albrecht Wörner das Schloss zusammen mit dem landwirtschaftlichen Betrieb und etablierte dort ein Weingut und Hotel. Vorpächter des Schlosses war die Familie Popp. Das Schloss wird vom Bayerischen Landesamt für Denkmalpflege als Baudenkmal eingeordnet, die untertägigen Reste sind als Bodendenkmal vermerkt.